# Puto caballeroi
Puto caballeroi är en insektsart som först beskrevs av Gomez-menor Ortega 1948.  Puto caballeroi ingår i släktet Puto och familjen ullsköldlöss. Inga underarter finns listade i Catalogue of Life.